# 滇白花菜
滇白花菜（学名：Cleome yunnanensis）为醉蝶花科白花菜属的植物。分布于中国大陆的云南等地，生长于海拔1,200米至3,352米的地区，多生长于山谷林下或山坡混交林中，目前已由人工引种栽培。
其种加词 yunnanensis 意为“云南的”。